# Once in a Long, Long While...
Once in a Long, Long While… — третій альбом ісландського гурту Low Roar, випущений у 2017 році. Текст альбому натхненний нещодавнім розлученням Райана Каразії та його життям емігранта в Ісландії. Один рецензент описав альбом як «перетікаючий між мрійливими та ширяючими та більш твердо ритмічними треками», а інший описав його як «атмосферу, [яка] ніколи не дозволяє сонцю затримуватися дуже довго, закриваючи його різким, крижаним синтезатором». Пісня «Waiting (10 Years)» була випущена синглом .

## Трек-лист
| #     | Назва                           | Тривалість |
| ----- | ------------------------------- | ---------- |
| 1.    | «Don't Be So Serious»           | 6:13       |
| 2.    | «Bones»                         | 2:50       |
| 3.    | «St. Eriksplan»                 | 3:41       |
| 4.    | «Give Me an Answer»             | 3:43       |
| 5.    | «Waiting (10 Years)»            | 4:05       |
| 6.    | «Without You»                   | 3:54       |
| 7.    | «Gosia»                         | 4:13       |
| 8.    | «Once In a Long, Long While...» | 5:17       |
| 9.    | «Crawl Back»                    | 4:09       |
| 10.   | «Poznan»                        | 2:03       |
| 11.   | «Miserably»                     | 3:55       |
| 12.   | «13»                            | 5:24       |
| 49:00 |                                 |            |